# مارکوس اورلیو دی پائولو
مارکوس اورلیو دی پائولو (انگلیسی: Marcos Aurelio Di Paulo; ۲۷ سپتامبر ۱۹۲۰ – ۲۸ سپتامبر ۱۹۹۶) بازیکن سابق فوتبال اهل آرژانتین بود. او از سال ۱۹۴۸ تا ۱۹۵۱ با بارسلونا بازی کرد و گل شماره ۱۰۰۰ را برای بارسلونا در لالیگا به ثمر رساند.
او قبل از ورود به اسپانیا برای چاکاریتا جونیورز، ولز سارسفیلد و باشگاه لئون بازی کرد.